# Трефгарн, Дэвид, 2-й барон Трефгарн
 Дэвид Гарро Трефгарн, 2-й барон Трефгарн  (англ. David Garro Trefgarne, 2nd Baron Trefgarne; родился 31 марта 1941 года) — британский консервативный политик.

## Биография
Родился 31 марта 1941 года. Старший сын Джорджа Трефгарна, 1-го барона Трефгарна (1894—1960), и Элизабет Черчилль (? — 1987). Дэвид Трефгарн сменил своего отца на посту 2-го барона Трефгарна в 1960 году в возрасте 19 лет, посещая Хейлибер и Колледж Имперской службы, затем учился в Принстонском университете (Принстон, штат Нью-Джерси, США). Он занял свое место в Палате лордов в свой 21-й день рождения в 1962 году. В отличие от своего отца, который был либеральным, а затем лейбористским политиком, он предпочел сидеть на скамейках консерваторов.
Барон Трефгарн был оппозиционным кнутом с 1977 по 1979 год, а затем служил в Консервативной администрации Маргарет Тэтчер как правительственный кнут с 1979 по 1981 год и в качестве парламентского заместителя министра торговли в 1981 году, в Министерство иностранных дел с 1981 по 1982 год, в министерстве здравоохранения и социальной защиты с 1982 по 1983 год и в министерство обороны с 1983 по 1985 год. В 1985 году он был назначен государственным министром поддержки обороны. Эту должность он занимал до 1986 года, а затем служил государственным министром оборонных закупок с 1986 по 1989 год и в качестве государственного министра в министерстве торговли и промышленности с 1989 по 1990 год. В 1989 году он был принят в Тайный совет Великобритании.
Он был президентом Института объединенных инженеров, когда они объединились с Институтом инженеров-электриков в 2006 году.
Лорд Трефгарн до сих пор является членом Палаты лордов как один из девяноста наследственных пэров, избранных своими коллегами, чтобы остаться после принятия Закона о Палате лордов 1999 года. По данным Общества избирательной реформы, с тех пор он заблокировал дальнейшую реформу лордов, представив «вредительские» поправки к законопроекту об отмене дополнительных выборов наследственных пэров, предложенному лордом Грокотом в 2018 году.
Он стал самым продолжительным членом Палаты лордов 26 апреля 2021 года после отставки лорда Денхэма.

## Семья
9 ноября 1968 года Дэвид Трефгарн женился на достопочтенной Розали Лейн (род. 1946), дочери Питера Стюарта Лейна, барона Лейна из Хорселла, и Дорис Флоренс Ботсфорд. У супругов было трое детей:
- Достопочтенный Джордж Гарро Трефгарн  (род. 4 января 1970), старший сын и наследника отца. Женат на Камилле Мэри Д’Арси-Ирвин (род. 1974), от брака с которой у него двое детей;
- Достопочтенный Джастин Питер Гарро Трефгарн  (род. 5 января 1973);
- Достопочтенная Ребекка Розали Трефгарн  (род. 28 января 1976).